# Metarranthis mestusata
Metarranthis mestusata är en fjärilsart som beskrevs av Walker 1860. Metarranthis mestusata ingår i släktet Metarranthis och familjen mätare. Inga underarter finns listade i Catalogue of Life.